# Sarcedo
Sarcedo är en ort och kommun i provinsen Vicenza i regionen Veneto i Italien. Kommunen hade 5 278 invånare (2018).